# Eugen Ochs
 Eugen Ochs (* 4. April 1905 in Stuttgart; † 17. November 1990 in Ludwigsburg) war ein kommunistischer Politiker und Gewerkschafter.

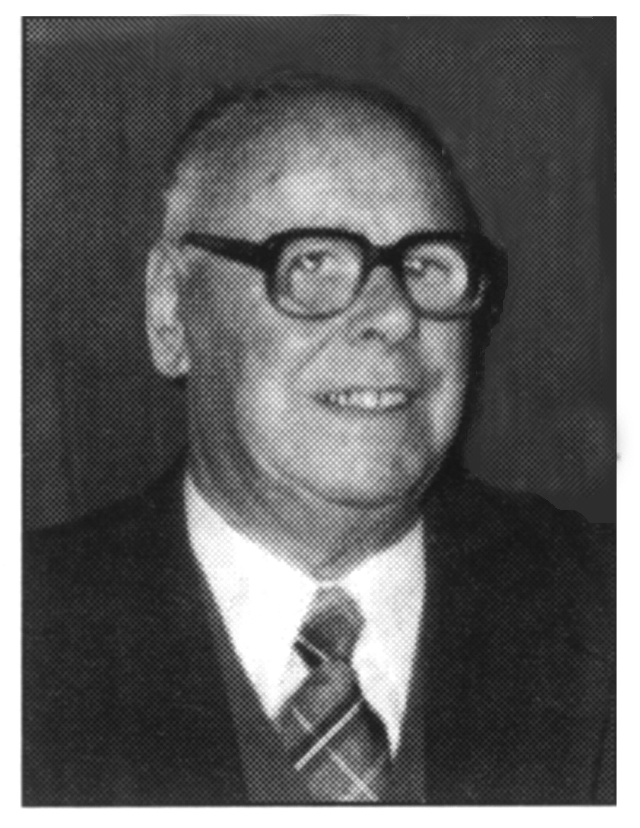
Eugen Ochs, Gewerkschafter, 1985 Ludwigsburg

## Leben
Eugen Ochs wuchs in einer Stuttgarter Arbeiterfamilie auf. Er hatte zwei Schwestern. Nach dem Besuch der Volks- und Realschule ging er in die Lehre als Maschinenschlosser zur Firma Daimler-Benz in Stuttgart-Untertürkheim. 1921 trat er dem Deutschen Metallarbeiterverband (DMV) bei, wurde bald Jugendvertrauensmann und Betriebsrat. Er war dabei als die Daimler-Arbeiter, von Kommunisten geführt, 1920 einen Streik gegen den (neuen) direkten Lohnsteuerabzug organisierten, der zu harten Auseinandersetzungen führte: Einsatz von Militär, Schließung des Werks.

### In KPD und KPD-O
1923 wurde Ochs Mitglied des Kommunistischen Jugendverbands und übernahm auch dort Funktionen. 1925 trat er der KPD bei. Eugen Ochs stand gegen die neue ultralinke Politik der KPD. Er trat gegen die  RGO-Politik ein und engagierte sich für die Einheitsfront von Kommunisten und Sozialdemokraten gegen die faschistische Gefahr. Ende 1928 wurde er aus der KPD ausgeschlossen. Er wurde Mitglied der Kommunistischen Partei-Opposition.

### Widerstand
Nach 1933 war er im Widerstand der KPD-O aktiv und wurde ihr Kurier, der die Verbindung zur Auslandsleitung aufrechterhielt. 1934 wurde er verhaftet und in einem Prozess gegen sechs Angeklagte zu vier Jahren Zuchthaus und drei Jahren Ehrverlust verurteilt. Nach dem Zuchthaus folgte die Internierung in den Schutzhaftlager Welzheim, Dachau und Buchenwald. Er gehörte zur Gruppe, die Widerstand im KZ Buchenwald leistete. Er hatte in dieser Zeit zu seinen mitinhaftierten KPD-O-Genossen Willi Bleicher, Ludwig Becker und Robert Siewert engen Kontakt.

### Wiederaufbau
1945 aus dem KZ Buchenwald befreit, begann er sofort am Wiederaufbau der  Metallarbeitergewerkschaft in Stuttgart mitzuarbeiten. Er heiratete Johanna Semmler, die mit ihm zusammen verurteilt worden war. Anfangs war er Mitglied der KPD, trennte sich aus politischen Gründen von dieser und unterstützte die unabhängige kommunistische Gruppe Arbeiterpolitik. Die Politik der SPD lehnte er weiterhin ab. Von Stuttgart ging er nach Ludwigsburg und baute dort die Ortsverwaltung der IG Metall auf. 1970 ging er in Rente. Er schrieb seine Erinnerungen nieder. Am 17. November 1990 starb er in Ludwigsburg.